# 小豆島孔雀園
小豆島孔雀園（しょうどしまくじゃくえん）は、かつて香川県小豆郡小豆島町にあったクジャクを主とした鳥類園（動物園）である。正式名称は小豆島大孔雀園。
開園当初には年間50万人が園を訪れ、またその後も「クジャクの飛行ショー」などの人気イベントで賑わっていたが、クジャクの減少と共に入場者数も減少の一途を辿り、2008年に閉園を迎えた。

## 歴史

### 開園から最盛期
1970年に、瀬戸内海を一望できる小豆島の池田港付近・飛岬に開業している。経営は小豆島バスの関連会社・小豆島観光開発が行っていた。東洋一の規模を誇り、小豆島の土庄町商工会が紹介する園のコピーは「世界に誇るピーコックガーデン」であった。「ピーコックガーデン」という表現は小豆島町の観光案内でも用いられている。1971年には科学誌『動物と自然』において「世界にまれなるクジャクの楽園」と表現されている。池田町は次のように紹介する。
園は 3万m2 もの広さがある敷地に椰子やハイビスカス、カイコーズなどを植え、最盛期には日本最多の約3000羽余りのインドクジャクなどが放し飼い飼育されていた。これを『小豆島・豊島今昔写真帖』は「世界一を名乗った孔雀園」と表現している。
園ではクジャクの求愛が人気であった。クジャクは春の繁殖シーズンになると、オスが色鮮やかな緑の羽根を大きく広げ、ぶるぶると小刻みにふるわせたりして、メスにプロポーズする求愛行動が見られ、観光客などが多く訪れた。求愛は特に曇りの日や朝夕に多いと園は紹介している。毎年、この模様を四国新聞社が記事にしている。また、園ではクジャクの餌も売られ、クジャクに与えてふれあうことができた。クジャクの羽根の色について研究する大阪大学の吉岡伸也（生命機能研究科）は孔雀園を訪れた際に、園のクジャクたちが人によく馴れていて、そばに近寄ってくることを紹介している。
園には珍しい白いクジャクもおり、この白いクジャクは園の入場券の写真にも使われていた。また、園内の施設としてフラミンゴなど世界の珍しい鳥6種40羽を集めたバードピアや、孔雀明王の像が置かれた聖孔雀明王広場などがあり、後にはパノラマ水族館も設置された。観光案内では「バードピアで飼育されるフラミンゴが仲良く水を飲んだり、昼寝をしている姿が見られる」と紹介されていた。さらに園の人気イベントとして、音楽に合わせて、高さ約10メートルの高台から1回に40羽のクジャクを羽ばたかせる「クジャクの飛行ショー」が開催されていた。高台からのクジャクたちの飛行は、1時間に1回ほど、多い時期には1日数十回行われていた。これだけ多くのクジャクを調教することは、世界でも例が少ない。

### クジャクの減少と園の衰退
一方、クジャクは飛ぶのが得意ではないが、飛行ショーを繰り返すうちに、園を取り囲む高さ約5メートルの柵をも飛び越えて逸走するものも出るようになった。クジャクは園に舞い戻ることもあるが、そのまま野生化してしまうものもいた。そのため同園は繁殖にも力を入れるが、ふ化率の低下などもあり、2002年の時点で約500羽にまで減ってしまっている。また、最盛期の1973年と翌74年には年間約50万人と賑わっていた入場者数も、その後は減少し、同15万人にまで落ち込んでいった。そこで、2002年には施設の改修や新しいクジャクを入れて繁殖させようと1年間休園し、その間にも園からクジャクを分けてもらったことがある愛媛の小学校からセンタ君とリンタ君という2羽のクジャクが寄贈されたり、羽数を増やすために約300羽のヒナを育てたりして園の再興に努めた。そして、翌2003年より羽が抜け落ちる冬場は休園し、営業期間を4月〜11月に絞っての再開となる。園はこの頃から「飛行ショー」は行わないことにしている。また、2005年には酉年にちなみ、正月だけ開園したことがある。

### 経営難による閉園へ
一時は約500羽にまで減ったクジャクの数も2007年には約1000羽まで回復していた。しかし、経営努力もむなしく入場者数は改善せず、2007年には年間約5万人にまで落ち込んでしまい、また施設の老朽化なども重なって、園を経営するバス会社は赤字がかさむ採算を考慮、これ以上の設備投資を断念せざるを得ず閉園が決定し、2008年11月末で38年の歴史に幕を下ろした。園内に残ったクジャクは2008年12月に約200羽おり、「きちんと飼う環境があり、責任感のある人に」との条件で、多くのクジャクたちが小豆島内の銚子渓の「銚子渓自然動物園 お猿の国」や保育園、学校、個人宅などに移送された。バス会社は、孔雀園からお猿の国への移送について、「クジャクは一羽たりとも処分しない方針でやってきた。恩返しのために、今後も大切に育てて多くの人に見てもらえるように努力する」と語っている。

### 跡地のその後
孔雀園の跡地はバス会社のグループである小豆島オリーブが買い取った。その後、2013年にオリーブの栽培や加工品の販売を手掛ける井上誠耕園が取得し、2015年に一帯を「らしく園」と命名し食品加工工場を建設した。2017年4月にはオリーブの加工品を扱う販売店とレストランを併設した商業施設を開業し、今後10年をかけ宿泊施設なども整備予定。

### 脱走したクジャクの野生化
園から逸走したインドクジャクについて、2002年に共同通信が「雑食性で近くの山で野生化しているものもある」と報じている。また、2004年に国（環境省、農林省など）が行う特定外来生物の専門家グループ会合においてはインドクジャクも議題となり、翌年の会合では、同志社大学の村上興正(保全生態学)が“小豆島の観光施設”に懸念を示している。2011年の時点で国立環境研究所は小豆島でのインドクジャクの野生化を確認していないが、J-CASTニュースでは「野良クジャク」の目撃情報が得られていると、写真付きで報道している。国立環境研究所は、インドクジャクが小豆島にも移入され逸走していることにより、「侵入生物」と分類している。

## 他の孔雀園
- 銚子渓（小豆島内） - 「銚子渓自然動物園 お猿の国」があり、園のクジャクがこちらに多数移送された。
- 久留米市鳥類センター - かつてはインドクジャクが千羽いた。
- 大崎自然公園のクジャク園（長崎県川棚町） - かつてはインドクジャクが400羽いた[31]。